# Рудник Тандербокс
Рудник Тандербокс – гірничодобувний майданчик на заході Австралії. 
Золоторудне родовище Тандербокс виявили лише у 1990-х роках, після чого за його розробку узялись канадська LionOre Mining International та австралійська Dalrymple Resources, що мали 60% та 40% участі відповідно. Втім, у 2003-му LionOre поглинула Dalrymple Resources. 
В межах освоєння родовища сюди перемістили обладнання з рудника Маунт-Тодд, який працював на півночі Австралії до другої половини 1990-х, і наприкінці 2002-го на Тандербокс отримали перший зливок золота. Перший рік проект розвивався успішно, проте вже невдовзі нестача води та проблеми з обладнанням призвели до невиконання плану видобутку та, як наслідок, значних фінансових втрат. 
В 2007-му LionOre була придбана російською компанією «Норильський нікель», що оголосила про бажання зконцентруватись на її нікелевих активах, і наприкінці 2007-го розробку Тандербокс зупинили. На цей момент накопичений видобуток рудника вже перевищував 22 тонни золота (з найбільшим показником у 2003 році на рівні 6,6 тонни). Певний час польовий табір рудника використовували для розміщення робітників розташованої неподалік нікелевої копальні Ватерлоо, проте в 2008-му зупинили і її.
В 2014 році Тандербокс викупила компанія Saracen Mineral Holdings, яка змогла повторно ввести його в експлуатацію у 2016-му. З 2020-го майданчик належить Northern Star Resources, що поглинула Saracen Mineral Holdings.
Є відомості, що з 2019/2020 по 2020/2023 фінансові роки сукупний видобуток склав понад 19 тонн золота. В 2023/2024 році Тандербокс видав 6,7 тонни золота, при цьому станом на кінець цього року (31 березня 2024) залишкові запаси оцінювались у 67 тонн (плюс ресурси в обсязі 132 тонни).
Розробка ведеться як за допомогою кар’єру «D Zone», так і підземним способом. До рудника також належать невеликі кар’єр «Otto Bore» і шахта «Wonder», що знаходяться за 10 кілометрів на північ та за 25 кілометрів на південний схід від головного майданчику відповідно. «Wonder» почала роботу наприкінці 2023 року та призначена для допрацювання високоякісної руди з родовища Wonder North, яке в 2002 – 2003 роках розроблялось відкритим способом з вилученням 1,6 тонн золота.
Руда надходить на належну до рудника фабрику з вилучення золота. Первісно вона мала потужність у 2,9 млн тонн руди на рік, а в 2022-му цей показник збільшили до 6 млн тонн на рік. Фабрика забезпечує вилучення золота на рівні біля 90%. В другій половині 2010-х фабрика Тандербокс також здійснювала переробку руди з копальні Каіліс, а з 2023-го узялась за перробку руди копальні Орелія (Бронзевінг), для чого пройшла процедуру розширення.
Енергетичні потреби рудника Тандербокс покриває власна електростанція потужністю 38 МВт, що споживає природний газ, поданий по перемичці від трубопровода Ярралула – Есперанс.